# Novell Open Enterprise Server
Novell Open Enterprise Server (OES) — сетевая операционная система компании Novell, Inc.
OES включает в себя Novell NetWare, SUSE Linux Enterprise Server и набор сетевых служб (файловые службы, принт-сервер, службы каталогов, службы кластера, службы хранения данных, службы управления сетью и серверами, веб-приложения и т. д.), которые могут использоваться как с ядром Linux, так и с ядром NetWare. Продукт был разработан таким образом, чтобы обе операционные системы могли взаимодействовать друг с другом, а клиенты могли создавать смешанные среды для оптимального удовлетворения своих потребностей. В том числе создавать смешанные кластеры, в которых ресурсы при сбое могут перемещаться с сервера NetWare на сервер Linux и наоборот.

## История
- OES основанный на NetWare 6.5 SP3 и SLES 9 SP1 был выпущен в Марте 2005.
  - OES SP1 основанный на NetWare 6.5 SP4 и SLES 9 SP2, выпущен в Сентябре 2005.
  - OES SP2 основанный на NetWare 6.5 SP5 и SLES 9 SP3, выпущен в Январе 2006.
- OES 2, основанный на NetWare 6.5 SP7 и SLES 10 SP1, был выпущен в начале Октября 2007.
  - OES 2 SP1 основанный на NetWare 6.5 SP8 и SLES 10 SP2, был выпущен в Декабре 2008.
  - OES 2 SP2 основанный на SLES 10 SP3, был выпущен в Ноябре 2009.
  - OES 2 SP3 основанный на SLES 10 SP3, был выпущен в Декабре 2010.

- OES 11 основанный на SLES 11 SP1 (только 64 Бит) был выпущен 13 Декабря 2011. Это первый выпуск OES, доступный только в 64-битной (x86_64) редакции.
  - OES 11 SP1 основанный на SLES 11 SP2, был выпущен в Августе 2012[1].
  - OES 11 SP2 основанный на SLES 11 SP3 был выпущен 28 Января, 2014.
  - OES 11 SP3 основанный на SLES 11 SP4 был выпущен в Августе 2016.

- OES 2015 основанный на SLES 11 SP3 был выпущен в Августе 2015.
  - OES 2015 SP1 основанный на SLES 11 SP4, был выпущен в Июне 2016.

- OES 2018 основанный на SLES 12 SP2 был выпущен в Декабре 2017.
  - OES 2018 SP1 основанный на SLES 12 SP3, был выпущен в Феврале 2019.